# 特拉斯克伍德鎮區 (阿肯色州薩林縣)
特拉斯克伍德鎮區（英語：Traskwood Township）是位於美國阿肯色州薩林縣的一個行政鎮區。

## 地方資料
特拉斯克伍德鎮區的面積為47.62平方千米，當中陸地面積為47.60平方千米，而水域面積為0.02平方千米。根據2010年美國人口普查的數據，當地共有人口687人，而人口密度為每平方千米14.43人。